# Жемонвил
Жемонвил (фр. Gémonville) насеље је и општина у североисточној Француској у региону Лорена, у департману Мерт и Мозел која припада префектури Тул.
По подацима из 2011. године у општини је живело 78 становника, а густина насељености је износила 8,64 становника/km². Општина се простире на површини од 9,03 km². Налази се на средњој надморској висини од 349 метара (максималној 428 m, а минималној 331 m).

## Демографија
| 1962. | 1968. | 1975. | 1982. | 1990. | 1999. | 2011. |
| ----- | ----- | ----- | ----- | ----- | ----- | ----- |
| 76    | 101   | 102   | 95    | 86    | 91    | 78    |

График промене броја становника у току последњих година